# 樋口黎
樋口 黎（ひぐち れい、1996年1月28日 - ）は、日本のレスリング選手。大阪府茨木市出身。2016年リオデジャネイロオリンピックのレスリング競技にて銀メダルを、2024年パリオリンピックのレスリング競技で金メダルを獲得した。

## 来歴
4歳から吹田市民レスリング教室にてレスリングを習い始め、中学からリベラルキッズレスリングに移籍。大阪府茨木市立西陵中学校卒業後、霞ヶ浦高校へ入学、卒業後は日体大に進学。同大職員、その後、ミキハウス所属。
2015年は全日本選抜を体重超過で失格となるも、全日本選手権優勝でリオデジャネイロオリンピック予選出場を決めた。
2016年はアジア予選で優勝を果たし、リオデジャネイロオリンピック本大会出場権を獲得した。
2016年8月20日、リオデジャネイロオリンピックでは1回戦で2014年世界選手権王者でロンドン五輪銅メダリストの北朝鮮のヤン・ギョンイルを破ると、その後も順調に勝ち進み決勝に進出、決勝では2015年世界選手権王者のジョージアのヴラディメル・ヒンチェガシュヴィリに敗れたが、初出場で見事銀メダルを獲得した。これに関する報道では、彼の好物から「マカロン王子」とも呼ばれた。
2018年11月にはU-23世界選手権の65㎏級で優勝を飾った。
2019年6月の全日本選抜選手権65kg級では決勝で世界チャンピオンの乙黒拓斗に15-5でテクニカルフォール勝ちした。これにより、昨年の全日本選手権で勝った乙黒とプレーオフで世界選手権代表を争うことになった。7月のプレーオフでは乙黒に0-5で敗れて世界選手権代表に選ばれなかった。12月の全日本選手権では57㎏級に出場すると、決勝で元世界チャンピオンの高橋侑希を破って優勝した。今後はアジア予選で東京オリンピック出場権を狙うことになった。
2021年4月のアジア予選では僅か50グラムの超過で計量失格となり、試合に出場できなかった。東京オリンピックには元世界チャンピオンの高橋侑希にプレーオフで敗れて出場できなかった。
2022年の世界選手権61㎏級では決勝でイランの選手に10-0でテクニカルフォール勝ちして優勝した。2023年には結婚した。世界選手権では決勝で地元セルビアの選手に4-6で敗れて2位だったが、今大会でメダルを獲得したため、規定によりパリオリンピック代表に内定した。
2024年8月9日、パリオリンピックのフリースタイル57kg級で決勝戦でアメリカのスペンサーリチャード・リーに勝利して金メダルを獲得。オリンピックのレスリング男子フリースタイルの最軽量級で日本人が金メダルを獲得するのは、1988年ソウルオリンピックの小林孝至以来36年ぶり。表彰式後のインタビューでは、妻・優貴に金メダルをかけるシーンが見られた。同年、紫綬褒章受章。

## 主な成績
2015年
- ブリヤード国際大会3位
- モンゴル・オープン3位
- 世界ジュニア選手権60kg級出場
- 国民体育大会57kg級、優勝
- 全日本選手権57kg級、優勝

2016年
- リオデジャネイロ ・オリンピックアジア予選、優勝
- パール国際大会61kg級、優勝
- ジオルコウスキー国際57kg級、優勝
- リオデジャネイロオリンピック57kg級、準優勝

2018年
- U-23世界選手権　優勝

2019年
- 全日本選抜選手権65kg級、優勝
- 全日本選手権57kg級、優勝

2021年
- 全日本選手権61kg級、準優勝

2022年
- アジア選手権　優勝
- 世界選手権61㎏級　優勝

2023年
- 世界選手権57㎏級　2位

2024年
- パリオリンピック57kg級、優勝